# Ігнас Ковальчик
Ігнас Ковальчик (фр. Ignace Kowalczyk, 29 грудня 1913, Кастроп-Рауксель — 27 березня 1996) — французький футболіст, що грав на позиції півзахисника, зокрема, за клуб «Мец», а також національну збірну Франції. По завершенні ігрової кар'єри — тренер.
Чемпіон Франції. 

## Клубна кар'єра
Народився 29 грудня 1913 року в німецькому місті Кастроп-Рауксель, а згодом разом з сім'єю емігрував до Північної Франції. Вихованець футбольної школи клубу «Ланс».
У футболі дебютував 1931 року виступами за команду «Ланс», в якій провів два сезони. 
Згодом з 1933 по 1945 рік грав у складі команд «Валансьєнн», «Марсель», «Мец», «Реймс-Шампань» та «Реймс». Протягом цих років виборов титул чемпіона Франції.
1945 року повернувся до клубу «Мец», за який відіграв 4 сезони. Завершив професійну кар'єру футболіста у 1949 році.

## Виступи за збірну
1935 року дебютував в офіційних матчах у складі національної збірної Франції. Протягом кар'єри у національній команді провів у її формі 5 матчів, забивши 1 гол.
Був присутній в заявці збірної на чемпіонаті світу 1938 року у Франції, але на поле не виходив.

## Кар'єра тренера
Розпочав тренерську кар'єру відразу ж по завершенні кар'єри гравця, 1949 року, очоливши тренерський штаб клубу «Мец». Досвід тренерської роботи обмежився цим клубом.
Помер 27 березня 1996 року на 83-му році життя.
| Дата       | Місто    | Господарі | Результат | Гості          | Турнір           | Голи | Примітки |
| ---------- | -------- | --------- | --------- | -------------- | ---------------- | ---- | -------- |
| 10.11.1935 | Париж    | Франція   | 2 – 0     | Швеція         | товариський матч | -    |          |
| 09.02.1936 | Париж    | Франція   | 0 – 3     | Чехословаччина | товариський матч | -    |          |
| 21.03.1937 | Штутгарт | Німеччина | 4 – 0     | Франція        | товариський матч | -    |          |
| 23.05.1937 | Коломб   | Франція   | 0 – 2     | Ірландія       | товариський матч | -    |          |
| 30.01.1938 | Париж    | Франція   | 5 – 3     | Бельгія        | товариський матч | 1    | 78'      |
| Усього     |          | Матчів    | 5         |                | Голів            | 1    |          |

## Титули і досягнення
- Чемпіон Франції (1):

«Марсель»: 1936-1937